# Consonne affriquée labio-dentale voisée
La consonne affriquée labio-dentale voisée est un son consonantique rare, présent dans quelques langues. Son symbole dans l'alphabet phonétique international est [b͡v].

## Symboles de l'API
Son symbole complet dans l'alphabet phonétique international est b͡v, représentant un B minuscule dans l'alphabet latin, suivi d'un V minuscule, reliés par un tirant. Le tirant est souvent omis quand cela ne crée pas d'ambiguïté. Une alternative est de mettre le V en exposant, pour indiquer le relâchement fricatif de l'affriquée.
| b͡v               | bv                            | bᵛ                   |
| Symbole complet. | Forme simplifiée sans tirant. | Forme avec exposant. |

## En français
Le français ne possède pas le [b͡v].